# Microhilum oncoperae
Microhilum oncoperae är en svampart som beskrevs av H.Y. Yip & A.C. Rath 1989. Microhilum oncoperae ingår i släktet Microhilum och familjen Cordycipitaceae.   Inga underarter finns listade i Catalogue of Life.